# Umberto Donà
Umberto Donà (Vicenza, 26 dicembre 1894 – Roma, 21 dicembre 1986) è stato un calciatore italiano, di ruolo difensore.

## Caratteristiche tecniche
Era un terzino.

## Carriera
Umberto Donà appare per la prima volta nelle formazioni del Vicenza il 22 gennaio 1911 a Verona, per giocare la Coppa Scaligera fra le seconde squadre di Vicenza, Venezia ed Hellas Verona.
Il Vicenza nella sua prima stagione in prima squadra vinse il campionato Interregionale Veneto-Emiliano e quindi disputò la finale nazionale per lo scudetto di campione d'Italia contro la Pro Vercelli, che sconfisse la squadra berica sia nella gara di andata che in quella di ritorno (3-0, 1-2). Esordisce per la prima volta in una partita ufficiale il 3 dicembre 1911, in una partita persa per 2-1 sul campo dell'Hellas Verona, nella prima giornata del campionato 1911-1212 del Girone Veneto-Emiliano. Gioca con regolarità anche nelle altre 3 stagioni che lo vedono a Vicenza, dove rimane fino allo scoppio della prima guerra mondiale. Nella stagione 1915-16 gioca nelle file dell'Internazionale di Milano con cui disputa la Coppa "Gazzetta dello Sport"  e la Coppa Federale.  Nel Vicenza, tra partite ufficiali ed amichevoli, gioca in totale 98 partite segnando anche un goal, il 1º giugno 1913 in una partita amichevole vinta per 2-1 contro il Venezia. Nella stagione 1919-20 compare tra le file del Padova, dove scende in campo in 11 occasioni, per poi giocare tra maggio e giugno 1920 alcune amichevoli con il Vicenza. Disputa a Ferrara la stagione 1920-21.